# Vallon-en-Sully
Vallon-en-Sully é uma comuna francesa na região administrativa de Auvérnia-Ródano-Alpes, no departamento Allier. Estende-se por uma área de 37,69 km². Em 2010 a comuna tinha 1 577 habitantes (densidade: 41,8 hab./km²).

## Património
- Castelo de Peufeilhoux

## Cultura
- Museu de modelos animados